# محمد الشطي
محمد الشطي (5 سبتمبر 1974 -)، ممثل كويتي.

## من أعماله
- هود الليل.
- نساء قلن لا.

1. عواطف 

مسلسل 2010 

2. الشمس تشرق مرتين 

مسلسل 2010 

3. دمعة يتيم 

مسلسل 2009 

4. صوتك وصل 

مسلسل 2009 

5. التنديل 

مسلسل 2008 

6. دار الهوا 

مسلسل 2008 

7. البيت المائل 

مسلسل 2008 

8. أوه يا مال 

مسلسل 2007 

9. واقعي 

مسلسل 2007 

10. عيال الفقر 

مسلسل 2007 

11. بيت من ورق 

مسلسل 2007 

12. في البيوت أسرار 

مسلسل 2007 

13. أسد الجزيرة 

مسلسل 2006 

14. راح اللي راح 

مسلسل 2006 

15. وجوه من شمع 

مسلسل 2006 

16. الوالي و الحطاب 

مسرحية 2006 

17. بقايا ليل 

مسلسل 2005 

18. عليك سعيد ومبارك 

مسلسل 2005 

19. إن فات الفوت 

مسلسل 2005 

20. أحلام طواش 

مسلسل 2004 

21. للحياة وجه آخر 

مسلسل 2004 

22. أنا حر 

مسلسل 2002 

23. بقايا امل 

مسلسل 2002 

24. بقدر ما تحمله النفوس 

مسلسل 2001 

25. المعاقة 

سهرة تلفزيونية 2001 

26. دلع البنات 

مسرحية 2001 

27. الحب يأتي متأخرا 

مسلسل 2001 

28. مطبات 

مسلسل 2000 

29. الخطر معهم (ج1) 

مسلسل 2000 

30. بيت بلا ابواب 

مسلسل 2000 

31. دروب الشك 

مسلسل 1999

## وصلات خارجية
- محمد الشطي على موقع أرشيف الشارخ.
- محمد الشطي على موقع قاعدة بيانات الأفلام العربية